# Jacoby Ellsbury
Jacoby McCabe Ellsbury (Madras, Oregón, 11 de septiembre de 1983) es un exbeisbolista estadounidense. Durante su carrera jugó para los Boston Red Sox y los New York Yankees, su posición habitual era jardinero central.

## Trayectoria
Debutó en las mayores el año 2007 con Boston Red Sox, equipo que le nombró como su novato del año. Esa misma temporada participó en la Serie Mundial en la que Boston se coronó campeón. Ellsbury tomó parte en los cuatro juegos de la serie con un porcentaje de bateo de .438 y tres carreras impulsadas. 
El año 2008 obtuvo el mayor número de bases robadas por la Liga Americana con 50. Algo que repitió en 2009, aumentado el número a 70. Este mismo año también logró el mayor monto de triples (10). En su faceta a la defensiva posee un porcentaje de fildeo de .998. Por otro lado, Ellsbury es posiblemente el primer beisbolista de origen navajo en jugar para las Grandes Ligas.  